# Transformco
Transform SR Brands LLC  （ Transformcoとして事業を行っており、「 New Sears 」と呼ばれる）は、シアーズ・ホールディングス・コーポレーションの資産の一部を取得するために2019年2月11日に設立されたアメリカの株式非公開企業である。新会社は、コネチカット州グリニッジエディランパートのESLインベストメンツヘッジファンドが所有している。2018年10月15日にシアーズホールディングスが第11章破産申請を行った後、Transformcoはシアーズホールディングスが所有する残存資産を52億ドルで購入した 。2019年6月3日、TransformcoがSearsHometownとOutletStoresを買収すると発表された。契約により、シアーズホームタウンは承認を得るためにシアーズアウトレット部門を売却する必要があるかもしれない 。

## 歴史
2019年2月、米国の破産裁判官が、シアーズホールディングスの最も収益性の高い部分をエドワードランパートに売却することを承認し、シアーズとKマートの両方を運営する会社の存続部分がサプライヤー、債権者、従業員、年金受給者、米国政府、およびその他の債権者を犠牲にして事業を継続できるようにしたことが発表された。販売が完了した後、Kmartには202の店舗がある 。
2019年2月、同社はシアーズホールディングスからの425店舗（シアーズ223店舗とKマート202店舗）の52億ドルでの買収を完了した。 Transformが購入していない店舗は直ちに清算された 。シアーズ・ホールディングスの破産手続き中に、「古いシアーズ」と「新しいシアーズ」の両方の親会社であるESLは、裁判所がESLの購入入札を受け入れることを決定した場合、「2019年中に月に3つのペースでKmartストアを閉鎖する計画」があると裁判所で表明した  。
2019年6月3日、TransformcoがSearsHometownとOutletStoresを買収すると発表された。契約の一環として、シアーズホームタウンは規制当局の承認を得るためにシアーズアウトレット部門を売却する必要があるかもしれない 。発表の時点で、シアーズホームタウンストアとアウトレットストアは、49州、プエルトリコ、バミューダに491のホームタウンストアと126のアウトレットストアを保有していた 。地元の店舗の98％は、オーナーが運営するフランチャイズ事業である 。
2019年10月23日、シアーズホームタウンおよびアウトレットストアは、シアーズアウトレット部門のフランチャイズグループインクへの売却を完了し 、Transformcoは同営業日の終わりにシアーズホームタウンの残りの買収を完了した  。2019年10月にTransformcoが買収した時点で、シアーズホームタウンは414店舗あった 。
2019年6月、シアーズの顧客は、以前にシアーズから購入した商品の保証を取得するのに苦労していることに気付いた 。

### 新規店舗閉鎖
2019年8月6日、Transformは10月に5つのKmartsと21のSearsストアを含む26のストアを閉鎖すると発表した。これらの閉鎖により、残りの店舗は約380店舗になる 。 2019年8月31日、Transformは2019年末までに77のKmartsと15のSearsストアを含む92の追加ストアを閉鎖すると発表した 。
2019年11月7日、Transformcoは2020年2月に45のKmartsと51のSearsストアを含む96のストアを閉鎖し、19の州、グアム、プエルトリコ、米国領バージン諸島に70のKmartストアと123のシアーズストアを残すことを発表した  。2019年11月に少なくとも1つの情報筋が報告したところによると、2020年2月までに96店舗が閉鎖された後、Transformcoには合計182店舗のシアーズとKマートが残る 。
2019年12月、TransformcoはDieHardブランドをAdvance Auto Partsに2億ドルで売却した 。この契約に基づき、シアーズとKマートは、店舗を通じてDieHardブランドのバッテリーを引き続き販売できるが、Advance Auto Partsは、自動車および車両の供給およびサービス業界においてDieHardブランドの独占的権利を有する 。
2020年2月6日、Transformcoは、2020年4月頃に閉鎖される15のKmartsと26のSearsの追加閉鎖を発表した。2020年6月から7月にかけて、シアーズの求人サイトには、さらに20を超える店舗が閉店していることが示されている。 

## 子会社

### 現在

#### Kmart部門
- Kmart –通常は自立型またはストリップモールにあるディスカウントストアのチェーン。ほとんどの標準的なデパートの商品と、一部の食料品を販売する。
  - Kmartストア–通常は独立した、またはストリップモールにあるディスカウントデパートのチェーン。
  - ビッグKマートストア–通常のKマートが運ぶすべてのものを扱っているが、家の装飾、子供服、その他の食品に重点を置くディスカウントデパートのチェーン。

#### シアーズ部門
- シアーズ–通常はショッピングモールにあるデパートのチェーンで、いくつかの独立した場所がある。これらの店舗では、従来の中流階級のデパートの商品に加えて、拡張されたアプライアンスとツールのセクションを扱っている。
  - シアーズグランド–シアーズストアのサブチェーンで、通常はショッピングモールから離れた場所にあり、大型店と同じように配置されている。シアーズグランドの多くの場所は、独立した場所にある既存のKmartまたはシアーズストアを改造したものである。フルラインのシアーズデパートと比較して、在庫が増えており、165,000〜210,000平方フィート（15,300〜19,500m 2）の範囲である可能性がある。
  - シアーズホームサービス–アプライアンスの修理、芝生と庭のサービス、 HVACサービス、およびほとんどのホームサービスを専門とするシアーズの一部門。シアーズホームサービスは、店内の小型家電製品の修理も行うことができます。[要説明]
  - Sears Parts Direct –芝生と庭の機器および電化製品の部品店のチェーン。シアーズパーツアンドリペアセンターとしてブランド化された一部の店舗には、保証期間内または保証期間外の修理が必要な商品を顧客が持ち込むための持ち込みポイントがある。[要説明]
  - シアーズホーム＆ライフ-家電製品、工具、マットレス、芝生や庭の備品などの「強硬な」商品を販売するチェーン店。これらの店舗は独立しており、サイズは10,000〜15,000平方フィートである。[要説明]
- シアーズホームタウン-家電製品、芝生と庭の設備、アパレル、マットレス、スポーツ用品、工具を販売しています。この部門のすべての店舗は、独立したフランチャイジーによって個別に所有および運営されている [5] [21] [22]。
  - シアーズホームタウンストア-シアーズの商品を販売するストア。
  - シアーズ家電ショールーム-家電ショールームは店内に商品を展示しています。

#### その他の子会社
- DieHard Auto Center – 2017年に開始されたこれらのフルサービスのオートケアセンターは、Searsストアに接続されていないが、Sears AutoCenterに似ている。 DieHardブランドの自動車製品を専門としている [23][要説明]。
- Shop Your Way –すべての子会社間で共有される顧客ロイヤルティプログラム。[要説明]
- A＆E Factory Service – WhirlpoolとTransformcoが開催する、モバイルアプライアンスの修理を行う合弁事業。[要説明]
  - Wally Labs –シアーズホールディングスが2015年にSNUPITechnologiesからWallyHomeセンサーテクノロジーの権利を購入したときに設立された子会社。同社は、住宅の安全、セキュリティ、および損失防止のための技術を提供している。[要説明]
  - モナークプレミアムアプライアンス–建築家、建築家、デザイナー、開発者、住宅所有者が閲覧できるプレミアムアプライアンスのショールーム。 [24][要説明]

### サードパーティが所有および運営する関連ブランド
シアーズブランドでサービスを提供する独立企業：
- シアーズクレジットカード-シアーズクレジットカードとシアーズマスターカードは、2003年からシティバンクが所有および運営している [25]。
- シアーズフラワーズ-テレフローラが所有および運営するオンラインストアで、テレフローラネットワークを介して花、植物、ギフトを同日配達で販売しています。 [26]
- シアーズオプティカル-2020年2月までLuxotticaが所有および運営していたライセンスブランド。彼らは以前、包括的な視力検査、コンタクトレンズ、眼疾患の診断と治療、緊急治療、白内障と緑内障の手術の相談/紹介、低視力治療、眼鏡の診療を提供していた。 [27] Luxotticaは、2020年2月にシアーズとの関係を終了し、残りのすべてのシアーズオプティカルロケーションを閉鎖した [28] [29]。
- シアーズポートレートスタジオ-2013年までCPIコーポレーションによって運営されていた。このブランドは、2016年にPicturePeopleとの提携により一時的に復活した。
- Sears Travel -International Cruise＆Excursion Galleryが所有および運営するオンライン旅行代理店で、SearsTravel.comWebサイトを通じてSearsの顧客にオンラインおよび電話ベースの予約サービスを提供している [30]。

## 訴訟
2019年3月、シアーズ・ホールディングスはTransformcoを5,750万ドルで訴え、売却による債務があると述べている。シアーズ・ホールディングスはまた、Transformcoは、売却が完了する前に発生したクレジットカードと現金の取引に4,130万ドル、2月の家賃の一部に1,620万ドルを支払う義務があると述べている。裁判所の文書によると、この問題に関する公聴会は2019年3月21日に行われる予定でしあった 。